# Paratettix femoralis
Paratettix femoralis är en insektsart som beskrevs av Bolívar, I. 1887. Paratettix femoralis ingår i släktet Paratettix och familjen torngräshoppor. Inga underarter finns listade i Catalogue of Life.